# Route nationale I-6 (Bulgarie)
La route nationale I-6 (en bulgare : Републикански път I-6) est une route nationale du sud de la Bulgarie.
Elle s'étend de Gyuechevo à la frontière entre la Bulgarie et la Macédoine du Nord jusqu'à Bourgas au bord de la mer Noire.

## Description
Elle part du poste frontière de Gyouechevo (bg), à la frontière avec la Macédoine du Nord. 
Elle contourne Kyoustendil, traverse la montagne Konyavska (bg) puis traverse le centre de Radomir.
Elle continue jusqu'à Sofia, en passant par le col de Vladaya.
La route I-6 rejoint le périphérique de Sofia et continue ensuite au sud du grand Balkan jusqu'à la ville de Sliven. 
La route traverse ensuite Karnobat et Aytos avant de tourner vers le sud-est pour atteindre Bourgas, la quatrième plus grande ville de Bulgarie située sur la côte de la mer Noire.

## Tracé
| Km     | Villes     | Carte interactive |
| ------ | ---------- | ----------------- |
| 0 km   | Kyustendil |                   |
|        | Pernik     |                   |
|        | Sofia      |                   |
|        | Pirdop     |                   |
|        | Sopot      |                   |
|        | Karlovo    |                   |
|        | Kazanlak   |                   |
|        | Sliven     |                   |
|        | Karnobat   |                   |
|        | Aytos      |                   |
| 508 km | Bourgas    |                   |

## Voir  aussi